# SETI
För andra betydelser, se Seti.
SETI (Search for extraterrestrial intelligence), är en samlingsterm för vetenskapligt sökande efter intelligent utomjordiskt liv. Det finns flera pågående projekt, bland annat Project Phoenix och SETI@home som privatpersoner kan hjälpa till med genom att använda sin skärmsläckare som analyserar data från Arecibo-observatoriet, ett av världens största radioteleskop.
SETI@home är en programvara med vars hjälp en datorinnehavare genom så kallad distributed computing kan upplåta beräkningskapacitet på sin dator/datorer åt ett projekt på Berkeley-universitetet, och på så sätt hjälpa till i sökandet efter intelligent liv i rymden. För att göra det letar programvaran BOINC bland annat efter så kallade triplets, pulser och gaussians.
SETI@Home har under åren 2004–2005 gått över i en ny fas och är numera en del av BOINC, vars programvara är mer flexibel än den ursprungliga.